# 紫金港校区金工、化学、生物试验中心
紫金港校区金工、化学、生物试验中心是位于浙江大学紫金港校区的一个建筑群，由金工试验中心、化学试验中心、生物试验中心三大建筑体组成，总建筑面积达4.7744万平米。2001年9月1日开工，2002年10月1日完工。该建筑群曾被评为教育部城乡建筑优秀勘查设计一等奖。
试验中心位于校区西南侧，三个建筑体分成三个庭园，各庭园内种植有不同的绿色植物。